# Marleen Gorris
Marleen Gorris (Roermond, 9 december 1948) is een voormalig Nederlands regisseur en scenarist. Ze studeerde drama aan de Universiteit van Amsterdam. Marleen Gorris staat bekend als een uitgesproken feministe en dit laat ze ook vaak zien in haar werk.
Voor haar eerste film De stilte rond Christine M. waarvoor ze zelf ook het scenario schreef won ze meteen het Gouden Kalf voor beste lange speelfilm. Daarna volgden nog drie Nederlandse films waarbij ze zowel voor het scenario als de regie verantwoordelijk was. De bekendste daarvan is Antonia, die diverse prijzen in de wacht sleepte, waaronder de Oscar voor beste buitenlandse film en twee Gouden Kalveren.
Na het succes van Antonia concentreert Marleen Gorris zich op het regisseren en werkte ze aan buitenlandse films, waaronder de verfilming van Mrs. Dalloway van Virginia Woolf.
In 2017 maakte Gorris bekend gestopt te zijn met het maken van films, nadat ze eind 2015 een burn-out had gekregen tijdens het filmen van de film Tulipani. Deze film werd uiteindelijk afgemaakt door Mike van Diem.

## Filmografie
- 1982: De stilte rond Christine M.
- 1983: De geest van gras
- 1984: Gebroken spiegels
- 1990: The Last Island
- 1993: Verhalen van de straat (televisieserie)
- 1995: Antonia
- 1997: Mrs. Dalloway
- 2000: The Luzhin Defence
- 2003: Carolina
- 2009: Within the Whirlwind